# Сабатье, Аполлония
Аполло́ния Сабатье (фр. Apollonie Sabatier, урождённая Joséphine-Aglaé Savatier, 7 апреля 1822, Мезьер — 3 января 1890, Париж) — французская художница, модель, содержанка, хозяйка литературного салона.

## Биография
Внебрачная дочь прачки, вышедшей потом замуж за солдата по фамилии Саватье. В её салоне на улице Фрошо (IX округ Парижа) бывали Гюго, Нерваль, Сент-Бёв, Барбе д’Оревильи, Мюссе, Готье, Флобер, Дюма, Эдмон Гонкур (он дал ей прозвище Президентша, привившееся потом в этом кругу), Берлиоз, Мане, Доре, Жалабер и др. Со многими из них Сабатье состояла в переписке, несколько из них оставили о ней мемуары.
Одна из вдохновительниц, вместе с Жанной Дюваль, книги стихов Бодлера Цветы зла. Позировала Гюставу Курбе, другим художникам и скульпторам 1840-1860 годов. Была любовницей бельгийского дельца Альфреда Моссельмана (1810—1867, они изображены вместе на картине Курбе Мастерская художника). После его смерти вышла замуж за известного коллекционера сэра Ричарда Уоллеса (1818-1890), подарившего Парижу, Нанси, Реймсу, Лондону и другим городам мира десятки уличных фонтанчиков с питьевой водой (они носят имя баронета).

## Наследие
Оставила несколько женских портретов.

## Образ в словесности
Аполлония Сабатье представлена в романе Флобера Воспитание чувств (1869).